# Maya Ababadjani
Maya Ababadjani, født 3. januar 1984 i Libanon, er en dansk/arabisk skuespillerinde. Hendes første optræden var i Maya's date, men har senere også optrådt i spillefilmen Pusher 2 (2004) og Betonhjerter (2005).

## Filmografi
Danske film
- Danish Auditions 1
- Porn Academy 1
- Denice – Danmarks Sexdiva
- 24 timer til orgasme
- Maya
- Mayas dating
- Danske Pornostjerner
- Langt oppe i Maya

Svenske film 
- Kåt på riktig 3 (2005)
- Historier fra folkhemmet (2005)
- Dårlige Damer (2005)
- Bekjennelser (2005)
- Besatt av sex (2006)